# Michael Spinks
Michael Spinks (* 22. Juli 1956 in St. Louis) ist ein ehemaliger US-amerikanischer Halbschwergewichts- und Schwergewichtsboxer sowie Olympiasieger.

## Leben
Michael Spinks war eines von sieben Kindern, darunter der spätere Boxer und Olympiasieger Leon Spinks (1953–2021). Sein Vater verließ die Familie 1957 und seine Mutter Kay musste die Familie mit sechs Söhnen und einer Tochter alleine durchbringen, dies in dem berüchtigten Wohnprojekt Pruitt-Igoe im Norden von St. Louis. 
Er war verheiratet mit Sandy Massey, die 1983 bei einem Verkehrsunfall ums Leben kam und Vater der gemeinsamen Tochter Michelle. 
Im Januar 1983 kam es in Philadelphia zu einer Verfolgungsjagd zwischen Spinks und der Polizei. Im von Spinks’ gelenkten Wagen wurde eine Handfeuerwaffe gefunden, die als gestohlen gemeldet worden war. Spinks gab an, die Waffe geschenkt bekommen zu haben. Ihm wurde unrechtmäßiger Waffenbesitz vorgeworfen, bei der Gerichtsverhandlung im April 1983 gestand er seine Schuld ein, Spinks wurde zu einer Geldstrafe in Höhe von 1700 US-Dollar verurteilt.

## Amateur
Als Amateur gewann er 1974 und 1976 das renommierte Golden-Gloves-Turnier und wurde 1975 nach einer Finalniederlage gegen Tom Sullivan Zweiter. Auch bei den US-amerikanischen Meisterschaften 1975 belegte er den zweiten Platz, er unterlag dort Tommy Brooks. Eine Niederlage gegen Brooks verhinderte auch seine Teilnahme an den Panamerikanischen Spielen 1975.
1976 setzte sich Spinks bei den US-amerikanischen Trials erstmals gegen Brooks durch und gewann bei den Olympischen Spielen in Montreal die Goldmedaille im Mittelgewicht, wobei er im Laufe des Turniers Ryszard Pasiewicz, Polen (5:0), Alec Năstac, Rumänien (w.o.), und Rufat Riskiyev aus der Sowjetunion schlug (RCS 3.).
Seine Bilanz als Amateurboxer war 93-7.

## Profikarriere
Spinks’ Profikarriere als Halbschwergewichtsboxer begann 1977. In den folgenden Jahren siegte er vorzeitig gegen Yaqui Lopez und Marvin Johnson. Er boxte sich bis zu einem WBA-Titelkampf, den er am 18. Juli 1981 nach großen Anfangsproblemen gegen Eddie Mustafa Muhammad gewann. Er verteidigte den Titel fünf Mal (unter anderem gegen den ungeschlagenen Mustafa Wasajja), bevor es am 18. März 1983 zu einem Vereinigungskampf mit dem WBC-Titelträger Dwight Qawi kam. Spinks setzte sich über fünfzehn Runden nach Punkten durch. Im selben Jahr schlug er Oscar Rivadeneyra (Bilanz 18-0) und 1984 gewann er zusätzlich den neu eingeführten Titel der IBF und gilt deshalb als einer der besten Halbschwergewichtler aller Zeiten.
Seine Halbschwergewichtstitel verteidigte er zwei Mal gegen ungeschlagene Gegner, bevor er am 21. September 1985 gegen Larry Holmes um den Schwergewichtstitel der IBF boxte. Holmes benötigte zu diesem Zeitpunkt nur noch einen Sieg, um den 49-0-Rekord im Schwergewicht von Rocky Marciano einzustellen. Doch Spinks gewann den Kampf nach Punkten und wurde neuer Weltmeister. Damit war er der erste Boxer überhaupt, der Schwergewichtsweltmeister werden konnte, nachdem er bereits Weltmeister im Halbschwergewicht gewesen war. Es gab zwar bereits vorher mehrere frühere Halbschwergewichtler, die dann den Schwergewichtstitel gewinnen konnten, doch waren sie zuvor nicht Weltmeister im Halbschwergewicht. Am 19. April kam es zum Rückkampf mit Holmes, den er auch wieder knapp nach Punkten für sich entscheiden konnte.
Sein Titel wurde ihm dann allerdings aberkannt, da er sich weigerte, gegen den offiziellen IBF-Herausforderer Tony Tucker anzutreten und stattdessen einen höher dotierten Kampf gegen den populären Gerry Cooney bestritt, den er durch K. o. gewann.
Er trat darauf zunächst ungeschlagen zurück, machte aber ein lukratives Comeback gegen den aufstrebenden Mike Tyson. Die Begegnung mit Tyson am 27. Juni 1988 sollte dann auch sein letzter Kampf sein, er verlor durch K. o. in der ersten Runde. Es war die erste und einzige Niederlage seiner Profikarriere.
1994 fand Spinks Aufnahme in die International Boxing Hall of Fame.

## Liste der Profikämpfe
| 32 Siege (21 K.o.-Siege), 1 Niederlagen, 0 Unentschieden |               |                                                                  |                        |                                               |
| Jahr                                                     | Tag           | Ort                                                              | Gegner                 | Ergebnis für Spinks                           |
| 1977                                                     | 16. April     | The Aladdin, Las Vegas, Nevada, USA                              | Eddie Benson           | Sieg / TKO 1. Runde                           |
| 1977                                                     | 7. Mai        | Kiel Auditorium, St. Louis, Missouri, USA                        | Luis Rodriguez         | Punktsieg (einstimmig) / 6 Runden             |
| 1977                                                     | 6. Januar     | Forum, Montreal, Québec, Kanada                                  | Joe Borden             | Sieg / TKO 1. Runde                           |
| 1977                                                     | 23. August    | Spectrum, Philadelphia, Pennsylvania, USA                        | Jasper Brisbane        | Sieg / TKO 2. Runde                           |
| 1977                                                     | 13. September | Olympic Auditorium, Los Angeles, Kalifornien USA                 | Ray Elson              | Sieg / KO 1. Runde                            |
| 1977                                                     | 22. Oktober   | Aladdin Theater, Las Vegas, Nevada, USA                          | Gary Summerhays        | Punktsieg (einstimmig) / 8 Runden             |
| 1978                                                     | 15. Februar   | Hilton Hotel, Las Vegas, Nevada, USA                             | Tom Bethea             | Punktsieg (einstimmig) / 8 Runden             |
| 1978                                                     | 15. Dezember  | Westchester County Center, White Plains, New York, USA           | Eddie Phillips         | Sieg / KO 4. Runde                            |
| 1979                                                     | 24. November  | Metropolitan Sports Center, Bloomington, Minnesota, USA          | Marc Hans              | Sieg / TKO 1. Runde                           |
| 1980                                                     | 1. Februar    | Louisville Gardens, Louisville, Kentucky USA                     | Johnny Wilburn         | Punktsieg (einstimmig) / 8 Runden             |
| 1980                                                     | 24. Februar   | Resorts International, Atlantic City, New Jersey, USA            | Ramon Ranquello        | Sieg / TKO 6. Runde                           |
| 1980                                                     | 4. Mai        | Kiamesha Lake, New York USA                                      | Murray Sutherland      | Punktsieg (einstimmig) / 10 Runden            |
| 1980                                                     | 2. August     | Centroplex, Baton Rouge, Louisiana, USA                          | David Conteh           | Sieg / TKO 9. Runde                           |
| 1980                                                     | 10. Oktober   | Convention Center, Atlantic City, New Jersey, USA                | Yaqui Lopez            | Sieg / TKO 7. Runde                           |
| 1981                                                     | 24. Januar    | Martin Luther King Arena, Philadelphia, Pennsylvania, USA        | Willie Taylor          | Sieg / TKO 8. Runde                           |
| 1981                                                     | 28. März.     | Resorts International, Atlantic City, New Jersey, USA            | Marvin Johnson         | Sieg / KO 4. Runde                            |
| 1981                                                     | 18. Juli      | Imperial Palace Hotel, Las Vegas, Nevada, USA                    | Eddie Mustafa Muhammad | Punktsieg (einstimmig) / 15 Runden            |
| 1981                                                     | 11. November  | Playboy Hotel & Casino, Atlantic City, New Jersey, USA           | Vonzell Johnson        | Sieg / TKO 7. Runde                           |
| 1982                                                     | 13. Februar   | Playboy Hotel & Casino, Atlantic City, New Jersey, USA           | Mustafa Wassaja        | Sieg / TKO 6. Runde                           |
| 1982                                                     | 11. April     | Playboy Hotel & Casino, Atlantic City, New Jersey, USA           | Murray Sutherland      | Sieg / TKO 8. Runde                           |
| 1982                                                     | 21. Juni      | Playboy Hotel & Casino, Atlantic City, New Jersey, USA           | Jerry Celestine        | Sieg / TKO 8. Runde                           |
| 1982                                                     | 18. November  | Sands Casino Hotel, Atlantic City, New Jersey, USA               | Johnny Davis           | Sieg / TKO 9. Runde                           |
| 1983                                                     | 18. März      | Convention Center, Atlantic City, New Jersey, USA                | Dwight Muhammad Qawi   | Punktsieg (einstimmig) / 15 Runden            |
| 1983                                                     | 15. November  | Pacific Coliseum, Vancouver, British Columbia, Kanada            | Oscar Rivadeneyra      | Sieg / TKO 10. Runde                          |
| 1984                                                     | 25. Februar   | Resorts International, Atlantic City, New Jersey, USA            | Eddie Davis            | Punktsieg (einstimmig) / 12 Runden            |
| 1985                                                     | 23. Februar   | Sands Casino Hotel, Atlantic City, New Jersey, USA               | David Sears            | Sieg / TKO 3. Runde                           |
| 1985                                                     | 6. Juni       | Riviera Hotel & Casino, SuperStar Center, Las Vegas, Nevada, USA | Jim MacDonald          | Sieg / TKO 8. Runde                           |
| 1985                                                     | 21. September | Riviera Hotel & Casino, Outdoor Arena, Las Vegas, Nevada, USA    | Larry Holmes           | Punktsieg (einstimmig) / 15 Runden            |
| 1986                                                     | 4. April      | Las Vegas Hilton, Hilton Center, Las Vegas, Nevada, USA          | Larry Holmes           | Punktsieg (Geteilte Entscheidung) / 15 Runden |
| 1986                                                     | 6. September  | Las Vegas Hilton, Hilton Center, Las Vegas, Nevada, USA          | Steffen Tangstad       | Sieg / TKO 4. Runde                           |
| 1987                                                     | 15. Juni      | Convention Center, Atlantic City, New Jersey, USA                | Gerry Cooney           | Sieg / TKO 5. Runde                           |
| 1988                                                     | 27. Juni      | Convention Hall, Atlantic City, New Jersey, USA                  | Mike Tyson             | Niederlage / KO 1. Runde                      |
| Quelle: Michael Spinks in der BoxRec-Datenbank           |               |                                                                  |                        |                                               |